# Velký Trianon
Zámek Velký Trianon (Grand Trianon) je součástí zahrad zámku Versailles. Je postaven v barokním stylu.

## Popis
Postavil ho v letech 1687–1688 pro krále Ludvíka XIV. architekt Jules Hardouin Mansart. Dokud nebyl postaven Malý Trianon nazýval se "Trianon de marbre" (Mramorový Trianon).
Do Velkého Trianonu se původně uchyloval král, když ho unavil rušný život v zámku. Palác je přízemní, střední otevřený portikus připomíná sloupovou síň optického peristylu. Asymetrická zahradní fasáda odpovídá požadavku spojení stavby s okolím. Nestrhává na sebe pozornost a dodává stavbě přívětivější vzhled. Od období renesance to byl první pokus oživit krásu klasické polychromie.
4. června 1920 zde byla podepsána Trianonská mírová smlouva.